# Spengler Cup 1987
Der Spengler Cup 1987 (französisch Coupe Spengler 1987) war die 61. Auflage des gleichnamigen Wettbewerbs und fand vom 26. bis 31. Dezember 1987 im Schweizer Luftkurort Davos statt. Als Spielstätte fungierte das dortige Eisstadion.
Es siegte das Team Canada, das durch einen 4:3-Sieg im Penaltyschiessen im Finalspiel den Qualifikationssieger Krylja Sowetow Moskau bezwang. Die Vorrundenpartie hatte die Mannschaft aus der Sowjetunion noch deutlich mit 5:2 gewonnen. Es war der insgesamt dritte Turniererfolg und die erfolgreiche Titelverteidigung für die kanadische Verbandsauswahl nach dem Premierensieg im Jahr 1984 und dem Sieg im Vorjahr. Der Russe Sergei Charin war mit acht Scorerpunkten, darunter fünf Tore, erfolgreichster Akteur des Turniers.

## Modus
Die fünf teilnehmenden Teams spielten zunächst in einer Einfachrunde im Modus «jeder gegen jeden», so dass jede Mannschaft vier Spiele bestritt. Die beiden punktbesten Mannschaften nach Abschluss der zehn Qualifikationsspiele ermittelten schliesslich in einer zusätzlichen Partie den Turniersieger.

## Turnierverlauf

### Qualifikation
| Dezember 1987 | Tesla Pardubice | 2:3 (1:1, 1:0, 0:2) | Team Canada | Eisstadion, Davos |

| Dezember 1987 | HC Davos | 4:2 (2:0, 2:0, 0:2) | Färjestad BK | Eisstadion, Davos |

| Dezember 1987 | HC Davos | 1:7 (1:3, 0:3, 0:1) | Krylja Sowetow Moskau | Eisstadion, Davos |

| Dezember 1987 | Färjestad BK | 3:1 (1:0, 1:0, 1:1) | Tesla Pardubice | Eisstadion, Davos |

| Dezember 1987 | Team Canada | 2:1 (0:0, 2:1, 0:0) | Färjestad BK | Eisstadion, Davos |

| Dezember 1987 | Krylja Sowetow Moskau | 3:2 n. P. (0:0, 1:2, 1:0, 0:0, 1:0) | Tesla Pardubice | Eisstadion, Davos |

| Dezember 1987 | Tesla Pardubice | 6:5 n. P. (2:3, 2:1, 1:1, 0:0, 1:0) | HC Davos | Eisstadion, Davos |

| Dezember 1987 | Krylja Sowetow Moskau | 5:2 (0:0, 1:2, 4:0) | Team Canada | Eisstadion, Davos |

| Dezember 1987 | Krylja Sowetow Moskau | 6:5 n. P. (0:1, 3:2, 2:2, 0:0, 1:0) | Färjestads BK | Eisstadion, Davos |

| Dezember 1987 | HC Davos | 4:5 (1:0, 2:1, 1:4) | Team Canada | Eisstadion, Davos |

| Pl. |                       | Sp | S | N | Tore  | Punkte |
| --- | --------------------- | -- | - | - | ----- | ------ |
| 1.  | Krylja Sowetow Moskau | 4  | 4 | 0 | 21:10 | 8:0    |
| 2.  | Team Canada           | 4  | 3 | 1 | 12:12 | 6:2    |
| 3.  | HC Davos              | 4  | 1 | 3 | 14:20 | 2:6    |
| 4.  | Färjestad BK          | 4  | 1 | 3 | 11:13 | 2:6    |
| 5.  | Tesla Pardubice       | 4  | 1 | 3 | 11:14 | 2:6    |

### Final
| 31. Dezember 1987 12:00 Uhr | Krylja Sowetow Moskau | 3:4 n. P. (2:1, 1:1, 0:1, 0:0, 0:1) | Team Canada | Eisstadion, Davos |

## Siegermannschaft
| Spengler-Cup-Sieger Team Canada | Torhüter: Tom Draper, Claude Guérard Verteidiger: Neil Belland, Ken Duggan, Hank Lammens, Ken Lovsin, Derek Mayer, Normand Nellis, Brian Young Stürmer: Tim Barakett, Rod Brind’Amour, Bryan Deasley, Brian Hills, Tim Iannone, Terry Jones, Donald Laurence, Dave MacLean, Brent Marinos, Don McLaren, Dave Morrison, Ken Morrison, Mike Tomlak, Stacey Wakabayashi Cheftrainer: George Kingston |

## All-Star-Team
| Angriff:      | Sergei Charin – Sergei Nemtschinow – Alexander Koschewnikow |
| Verteidigung: | Neil Belland – Andrei Smirnow                               |
| Tor:          | Dominik Hašek                                               |